# ジョー・バロウ
ジョセフ・リー・バロウ（Joseph Lee Burrow , 1996年12月10日 - ）は、アメリカ合衆国アイオワ州エイムズ出身のプロアメリカンフットボール選手。NFLのシンシナティ・ベンガルズに所属している。ポジションはクォーターバック。

## 経歴

### プロ入り前
アイオワ州エイムズで生まれる。父はカナディアン・フットボール・リーグを中心に、NFLのグリーンベイ・パッカーズにも在籍し、引退後はカレッジフットボールのコーチを務めたディフェンシブバック（DB）のジム・バロウ。祖父も2人の兄もアメリカンフットボールをしていた家系に育つ。生まれた当時、父はアイオワ州立大学アメリカンフットボールチームのコーチを務めていた。その後、父の移籍に伴いネブラスカ州やノースダコタ州ファーゴを経て、2005年にオハイオ州アセンズへ転居する。6歳の頃、父がネブラスカ大学リンカーン校のコーチとして参戦していた2002ローズボウルを観戦したことをきっかけにアメリカンフットボールを始める。他の家族はディフェンスをしていたのに対し、バロウはクォーターバックをすることになった。
オハイオ州ザ・プレインズのアセンズ高校では、学校初となる7回のプレーオフ勝利に貢献するなど、好成績を収める。なお、バロウのベンガルズ入団後、学校内のフットボール用スタジアムは「ジョー・バロウ・スタジアム」と命名された。
大学はオハイオ州立大学へ進学し、徐々に試合に出場していたものの、後にワシントン・フットボールチーム（現コマンダース）に入団するドウェイン・ハスキンズの活躍もありレギュラーになれなかった。そのため、2018年5月20日にルイジアナ州立大学（LSU）に転校する。LSUでは、移籍直後から先発QBとして活躍し、翌2019年には15試合で5671ヤードや60タッチダウンだけでなく、レイティング202.0の新記録を樹立するなどの好成績を残し、カレッジ・フットボール史上初となる全勝優勝を果たした。また、その年のハイズマン賞にも選ばれた。

#### 大学時代の通算成績
| 年度 | チーム       | 試合     | パス      | パス      | パス      | パス        | パス     | パス     | パス          | ラン      | ラン        | ラン             | ラン     |
| 年度 | チーム       | 出場     | 成功 回数 | 試投 回数 | 成功 確率 | 獲得 ヤード | TD       | Int      | レイテ ィング | 試行 回数 | 獲得 ヤード | 平均 獲得 ヤード | TD       |
| ---- | ------------ | -------- | --------- | --------- | --------- | ----------- | -------- | -------- | ------------- | --------- | ----------- | ---------------- | -------- |
| 2015 | オハイオ州立 | Redshirt | Redshirt  | Redshirt  | Redshirt  | Redshirt    | Redshirt | Redshirt | Redshirt      | Redshirt  | Redshirt    | Redshirt         | Redshirt |
| 2016 | オハイオ州立 | 5        | 22        | 28        | 78.6      | 226         | 2        | 0        | 169.9         | 12        | 58          | 4.8              | 1        |
| 2017 | オハイオ州立 | 5        | 7         | 11        | 63.6      | 61          | 0        | 0        | 110.2         | 3         | -5          | -1.7             | 0        |
| 2018 | LSU          | 13       | 219       | 379       | 57.8      | 2894        | 16       | 5        | 133.2         | 128       | 399         | 3.1              | 7        |
| 2019 | LSU          | 15       | 402       | 527       | 76.3      | 5671        | 60       | 6        | 202.0         | 115       | 368         | 3.2              | 5        |
| 計   | 計           | 37       | 650       | 945       | 68.8      | 8852        | 78       | 11       | 172.4         | 258       | 820         | 3.2              | 13       |

- 太字は自身最高記録
- ■は各年度のカレッジフットボール最高記録
- ■はカレッジフットボール記録

### シンシナティ・ベンガルズ
2020年のNFLドラフトは新型コロナウイルスにより社会距離拡大戦略のためTV会議で行われた。バロウは、地元オハイオ州を本拠とするシンシナティ・ベンガルズに全体1位で指名された。またベイカー・メイフィールドとカイラー・マレーに続いて、3年連続ドラフト1位指名はハイズマン賞を受賞したクォーターバックの選手で、いずれも転校経験のある選手となった。
2020年7月31日に、4年総額3610万ドルで新人契約を結んだ。9月13日のチーム開幕戦となるロサンゼルス・チャージャーズ戦で初出場するもチームは13-16で敗れた。第4週のジャクソンビル・ジャガーズ戦にてプロ入り初勝利を挙げた。しかし第11週のワシントン・フットボール・チーム戦でACL断裂の大怪我を負い、シーズンエンドとなった。1年目はパス404回中264回成功、2688ヤード、13タッチダウン、インターセプト5回という記録であった。
2021年シーズンは前年の故障から復帰し、開幕戦に出場。第4週のジャガーズ戦でパス成功率78%、348ヤード獲得、タッチダウン2回、パサーレーティング132.8を記録し週間MVPを受賞した。このシーズンは大きな連勝こそなかったものの、コンスタントに勝ち星を積み上げプレーオフ争いに絡むと、第16週のボルチモア・レイブンズ戦に勝利したことで地区首位に浮上。この試合でバロウはパス525ヤードを獲得し、それまでブーマー・アサイアソンが保持していた1試合のパスヤードのチーム記録を更新した他、1試合のパス獲得ヤードとしてはNFL史上4位の記録を残した。翌17週のカンザスシティ・チーフス戦では4タッチダウンを記録する活躍をみせ34-31で勝利し、チームの地区優勝を決定させた。レギュラーシーズンは休養に充てた最終週を除く16試合に先発出場し、球団記録となるパス4611ヤード、タッチダウン34回を記録した。またパス成功率70.4%はリーグトップの成績であった。一方、被サック数はリーグワーストであった。
プレーオフ初戦ではラスベガス・レイダースを破り、チーム31年ぶりのプレーオフ勝利をもたらした。次戦のディビジョナルラウンドではシード1位のテネシー・タイタンズと対戦。9回ものサックを浴びながら粘り強いオフェンスをみせ19-16で破り、チーム史上初めてのアウェーでのプレーオフ勝利をもたらした。さらにAFCチャンピオンシップゲームではシード2位のチーフスと対戦。一時3-21と18点のビハインドを背負うも2タッチダウンを挙げる活躍をみせ、オーバータイムの末27-24で破って第56回スーパーボウルに進出した。ロサンゼルス・ラムズと対戦したスーパーボウルではパス33回中22回成功、263ヤード、タッチダウン1回という記録を残したが、20-23で敗れた。この年は年間最優秀カムバック賞を受賞した。
2022年シーズン、初めてプロボウルに選出された。チームを北地区優勝に導いた。プレーオフでは連勝して2年連続してチーフスとのAFCチャンピオンシップゲームに進むも敗れた。
2023年シーズン開幕直前、5年総額2億7500万ドルという年俸ではNFL史上最高額で契約延長を果たした。2023年11月17日、右手首の靱帯を断裂して残りシーズンを欠場することになった。
2024年シーズンは全試合全時間をプレーし、最後の5試合を連勝で終えるもプレーオフは逃した。2度目の年間最優秀カムバック賞を受賞した。

## 詳細情報

### 年度別成績

#### レギュラーシーズン
| 年度     | チーム   | 背 番 号 | 試合 | 試合 | パス      | パス      | パス      | パス        | パス             | パス | パス | パス          | ラン      | ラン        | ラン             | ラン | ファンブル    | ファンブル |
| 年度     | チーム   | 背 番 号 | 出場 | 先発 | 成功 回数 | 試投 回数 | 成功 確率 | 獲得 ヤード | 平均 獲得 ヤード | TD   | Int  | レイテ ィング | 試行 回数 | 獲得 ヤード | 平均 獲得 ヤード | TD   | ファン ブル数 | ロスト     |
| -------- | -------- | -------- | ---- | ---- | --------- | --------- | --------- | ----------- | ---------------- | ---- | ---- | ------------- | --------- | ----------- | ---------------- | ---- | ------------- | ---------- |
| 2020     | CIN      | 9        | 10   | 10   | 264       | 404       | 65.3      | 2688        | 6.7              | 13   | 5    | 89.8          | 37        | 142         | 3.8              | 3    | 9             | 4          |
| 2021     | CIN      | 9        | 16   | 16   | 366       | 520       | 70.4      | 4611        | 8.9              | 34   | 14   | 108.3         | 40        | 118         | 3.0              | 2    | 5             | 2          |
| 2022     | CIN      | 9        | 16   | 16   | 414       | 606       | 68.3      | 4475        | 7.4              | 35   | 12   | 100.8         | 75        | 257         | 3.4              | 5    | 6             | 3          |
| 2023     | CIN      | 9        | 10   | 10   | 244       | 365       | 66.8      | 2309        | 6.3              | 15   | 6    | 91.0          | 31        | 88          | 2.8              | 0    | 2             | 1          |
| NFL：4年 | NFL：4年 | NFL：4年 | 52   | 52   | 1288      | 1895      | 68.0      | 14083       | 7.4              | 97   | 37   | 98.6          | 183       | 605         | 3.3              | 10   | 22            | 10         |

- 2023年度シーズン終了時
- 太字は自身最高記録
- ■はリーグ最高記録